# Eugenia chiapensis
Eugenia chiapensis är en myrtenväxtart som beskrevs av Cyrus Longworth Lundell. Eugenia chiapensis ingår i släktet Eugenia och familjen myrtenväxter. Inga underarter finns listade i Catalogue of Life.